# Бейбарысский сельский округ
Бейбарысский сельский округ — административная единица в составе Махамбетского района Атырауской области. До 2007 года назывался Чкаловский сельский округ.
Население — 3764 человека (3435 в 2009, 3119 в 1999, 2602 в 1989).
В 2013 году из округа была ликвидирована деревня Кызылжар.

## Население
| Населённый пункт | Население (1999) | Население (2009) |
| ---------------- | ---------------- | ---------------- |
| Бейбарыс, село   | 2151             | ▲2553            |
| Талдыколь, село  | 751              | ▲871             |
| Аккайын, село    | 130              | ▼89              |